# Liste des ambassadeurs du Maroc aux Pays-Bas
L'ambassadeur du Maroc aux Pays-Bas, est le plus haut représentant diplomatique du Maroc aux Pays-Bas.

## Chefs de mission
| Ambassadeur               | Titre       | Date de la nomination | Date de remise des lettres de créance | Date de fin de mission | Monarque du Maroc       | Monarque des Pays-Bas |
| ------------------------- | ----------- | --------------------- | ------------------------------------- | ---------------------- | ----------------------- | --------------------- |
| Abdelkader Perez          |             | 1729                  |                                       |                        | Abdallah ben Ismaïl     |                       |
| Abderrazak Mekouar        |             | 26 mars 1975          |                                       | octobre 1976           | Hassan II               | Juliana               |
| Abdessalam Sefrioui       | Ambassadeur |                       |                                       | 11 février 1980        | Hassan II               |                       |
| Abdelaziz Jamal           | Ambassadeur | 1 octobre 1985        | 30 octobre 1985                       |                        | Hassan II               |                       |
| Mehdi El Alaoui           | Ambassadeur | 16 septembre 1992     |                                       |                        | Hassan II               |                       |
| Abderrahmane Benomar      | Ambassadeur | 12 juin 1995          | 9 août 1995                           | 28 mars 1998           | Hassan II               | Beatrix               |
| Noureddine Benomar Alami, | Ambassadeur | 1999                  |                                       | 16 septembre 2003      | Hassan II / Mohammed VI | Beatrix               |
| Ali M'hamedi              | Ambassadeur | 2001                  |                                       |                        | Mohammed VI             | Beatrix               |
| Jawad El Himdi            | Ambassadeur | janvier 2009          |                                       |                        | Mohammed VI             | Beatrix               |
| Abdelouahab Bellouki,     | Ambassadeur | 9 mars 2013           | 7 mai 2013                            | janvier 2022           | Mohammed VI             | Willem-Alexander      |
| Mohamed El Basri,         | Ambassadeur | 14 décembre 2021      |                                       |                        | Mohammed VI             | Willem-Alexander      |